# 吟味
| ウィキペディアには「吟味」という見出しの百科事典記事はありません（タイトルに「吟味」を含むページの一覧/「吟味」で始まるページの一覧）。 代わりにウィクショナリーのページ「吟味」が役に立つかもしれません。 |